# Île de Hall
Pour les articles homonymes, voir Île Hall.
L' île de Hall est une petite île inhabitée dans la mer de Béring, à 6 km au nord-ouest de l'Île Saint-Matthieu. Elle fait partie de l'Alaska.

## Géographie
L'île de Hall a une longueur de 8 kilomètres et une superficie de 15.995 km2. Le point le plus haut de l'île est situé à 490 mètres d'altitude.

### Faune et flore
L'ensemble de l'île et de sa faune sont protégés et font partie du Alaska Maritime National Wildlife Refuge.
L'Île de Hall sert de lieu de repos pour le morse.

## Histoire
L'île de Hall était connue de chasseurs russes sous le nom d'île aux morses (Ostrov Morzhovoy). Elle a ensuite été nommée Ostrov Sindha, probablement en raison du nom de son découvreur présumé, le lieutenant Sind, en 1764.
Depuis 1875, l'île porte son nom actuel sur les cartes américaines, du nom du lieutenant Robert Hall.